# Vasili Riazánov
Vasili Georgievich Riazánov (en ruso: Василий Георгиевич Рязанов; Bolshoe Kozino, Imperio ruso, 12 de enerojul./ 25 de enero de 1901greg. – Kiev, Unión Soviética, 8 de julio de 1951) fue un oficial militar (teniente general) de aviación que combatió en la Segunda Guerra Mundial en las filas de la Fuerza Aérea Soviética que recibió dos veces el título de Héroe de la Unión Soviética por su liderazgo del 1.er Cuerpo de Aviación de Asalto de la Guardia. Riazánov fue responsable del desarrollo de tácticas que consistían en que el avión de ataque a tierra fuera dirigido desde un puesto de mando en tierra cerca de la línea del frente, el propio mariscal Iván Kónev lo elogió por tener el mejor avión de ataque de la Fuerza Aérea.

## Biografía

### Infancia y juventud
Vasili Riazánov nació el 25 de enero de 1901 en la pequeña localidad rural de Bolshoye Kozino en la Gobernación de Nizhni Nóvgorod en esa época parte del Imperio ruso en el seno de una familia de campesinos de origen ruso, donde completó su quinto grado en la escuela local en 1913 antes de asistir a una escuela en Balajná donde permaneció hasta 1916. Luego regresó a su ciudad natal para trabajar en una cooperativa antes de conseguir un trabajo en la oficina de correos de Sórmovo, uno de los ocho distritos en los que se divide la ciudad de Nizhni Nóvgorod, pero regresó a Kozino en 1918 cuando fue contratado como maestro de escuela primaria. En diciembre de 1919 fue ascendido a un puesto superior en el departamento de educación y al año siguiente se graduó en la escuela provincial. En 1920, se convirtió en miembro del Partido Comunista —en esa época conocido como Partido Obrero Socialdemócrata de Rusia (bolchevique)—.

### Periodo de entreguerras
En mayo de 1920, poco después de ingresar en el Ejército Rojo, trabajó como profesor en el departamento político. En 1921 dejó el cargo y al año siguiente completó los cursos asignados en la Universidad Estatal de Moscú. En 1924 se graduó en la Universidad Comunista de Sverdlov, después de graduarse fue nombrado instructor político de la 17.ª División de Fusileros. En marzo de 1925 fue nombrado jefe del partido en una unidad de entrenamiento en la Escuela de Pilotos de Aviación Militar de Borisoglebsk. Allí, se convirtió en estudiante y se graduó de los cursos de vuelo.
En 1926 se convirtió en el jefe del partido del departamento de educación de la Escuela Superior de Aviación Militar de pilotos observadores de Leningrado, y al año siguiente se graduó en la Escuela Superior de Tiro y Bombardeo Aéreo de Sérpujov antes de ser nombrado comandante de escuadrón de una unidad de entrenamiento en la escuela en Leningrado; en 1928 la escuela se trasladó a Oremburgo. Donde permaneció hasta que lo enviaron de regreso a Leningrado en 1929 para ocupar un puesto como comandante de vuelo en una escuela teórica militar de la Fuerza Aérea. En febrero de 1930 fue ascendido a subjefe del departamento de formación. En diciembre de ese año se graduó de los cursos de formación avanzada para oficiales al mando en la Academia Zhukovski (actual Instituto Central de Aerohidrodinámica N. Y. Zhukovski).
En 1931 fue enviado a la Escuela de Pilotos de Aviación Militar de Odesa como comandante de escuadrón, pero en diciembre fue transferido a la Escuela de Servicios Especiales de la Fuerza Aérea de Moscú. En 1933 fue nombrado comandante de un escuadrón de bombarderos ligeros y ese mismo año fue ascendido a comandante de una brigada en Zhukovski. Tres meses después de graduarse del departamento operativo de la academia Zhukovski en abril de 1936, fue puesto al mando de la 44.ª Brigada de Aviación de Ataque, con base en Krasnoyarsk.
El 12 de marzo de 1938, durante la Gran Purga, fue arrestado y el 19 de abril de 1938, expulsado del ejército, pero reintegrado en agosto de 1939. Mientras estuvo arrestado, lo mantuvieron en la prisión de Krasnoyarsk y lo sometieron a prolongados interrogatorios, pero finalmente se retiraron los cargos. Después de su reincorporación, comenzó a trabajar como profesor en la Academia Zhukhovski en el departamento de tácticas. Durante la Guerra de Invierno fue el jefe de inteligencia del 13.º Ejército Aéreo y realizó numerosas salidas de combate en el área del este del istmo de Carelia y durante el avance contra la línea Mannerheim, después del final de la guerra volvió a la docencia. En julio fue nombrado jefe del departamento de formación de la Academia de la Fuerza Aérea de Mónino, donde permaneció hasta la invasión alemana de la Unión Soviética.

### Segunda Guerra Mundial
A partir de junio de 1941, se convirtió en el jefe del departamento operativo de la 62.ª División de Aviación de Bombarderos debido al inicio de la Operación Barbarroja. Solo estuvo allí brevemente, ya que poco tarde ese mismo mes se convirtió en el subcomandante del 5.º Ejército Aéreo. En agosto fue trasladado nuevamente, siendo nombrado jefe del grupo de control de la Dirección de la Fuerza Aérea en el Frente Sudoeste. Luego, desde diciembre de 1941 hasta marzo de 1942 estuvo al mando de la 76.ª División de Aviación Mixta, posteriormente estuvo al mando de un grupo aéreo hasta junio; en marzo de 1942 fue ascendido al grado de mayor general y un año después fue ascendido al grado de teniente general. Durante aproximadamente un mes fue el comandante de la 268.ª División de Aviación de Cazas, que fue su última asignación de mando en el Frente Sudoeste. Allí, dirigió sus unidades en las batallas por varias partes de Ucrania, incluidas Kiev, Dombás y Járkov. En julio, fue nombrado brevemente comandante del 2.º Ejército de Aviación de Combate, pero antes de fin de mes dicho ejército se dividió en dos grupos de dos divisiones de aviación, cada uno fue asignado a un ejército aéreo diferente.
En septiembre de 1942, fue nombrado comandante del 1.er Cuerpo de Aviación de Asalto, donde permaneció el resto de la guerra. En diciembre de 1942 participó en la batalla de Velíkiye Luki y la liberación de la ciudad de Velíkiye Luki, esta victoria significó que el Ejército Rojo tenía, por primera vez desde octubre de 1941, una línea de suministro ferroviario directo a la cara norte del saliente de Rzhev, exponiendo a las tropas alemanas en Rzhev al cerco. Posteriormente, y ya como parte del 6.º Ejército Aéreo, participó en la liquidación de la bolsa de Demyansk. A mediados de marzo de 1943, el cuerpo se incluyó en el 2.º y 5.º ejércitos aéreos, ambos del Frente de Vorónezh, después participó en la Batalla de Kursk y en la subsiguiente Cuarta batalla de Járkov (12-23 de agosto de 1943). Durante la batalla del Dniéper (24 de agosto-23 de diciembre de 1943), el cuerpo apoyó a las tropas del Frente de la Estepa durante el cruce del río, así como durante la captura y expansión de las cabezas de puente en su margen derecha.
Desde octubre de 1943 hasta enero de 1944, el cuerpo participó en las operaciones ofensivas del Frente de la Estepa, transformado en octubre de 1943 en el Segundo Frente Ucraniano, durante este periodo participó en la Ofensiva del Dniéper-Cárpatos y en la liberación de numerosas ciudades ucranianas. Por sus éxitos en las operaciones de combate durante la Ofensiva de Kirovogrado, el cuerpo recibió el sobrenombre honorífico de «Kirovogrado» y en febrero de 1944, a su unidad se le otorgó la designación honorífica de «Guardias», pero al contrario de lo que solía ser habitual en estos caso no se le dio un nuevo número, por lo que simplemente se convirtió en el 1.er Cuerpo de Aviación de Asalto de Guardias.
El 22 de febrero de 1944, por Decreto del Presídium del Sóviet Supremo de la URSS por el «desempeño ejemplar de las misiones de combate del comando durante el cruce del río Dniéper, el desarrollo de los éxitos militares en la margen derecha del río y el coraje y el heroísmo demostrados» recibió el título de Héroe de la Unión Soviética con la concesión de la Orden de Lenin y la medalla Estrella de Oro N.º 1467.
En julio de 1944, el cuerpo fue transferido al 2.º Ejército Aéreo, integrado en el Primer Frente Ucraniano, donde participó en la ofensiva Leópolis-Sandomierz (13 de julio - 29 de agosto de 1944), y en la ofensiva de Sandomierz-Silesia (12 de enero–3 de febrero de 1945), así como en la liberación de las ciudades polacas de Częstochowa, Cracovia y Katowice, por estas acciones recibió la Orden de Suvórov de 2.do grado. Posteriormente, el cuerpo participó en la ofensiva de la Baja Silesia (8–24 de febrero de 1945), donde participó en la derrota de las tropas alemanas situadas en el área de la ciudad de Oppeln (actual Opole, Polonia), y luego durante la ofensiva que llevó al frente hasta el río Neisse. Inmediatamente, después participó en la batalla de Berlín. Por el desempeño ejemplar de las asignaciones de mando, el cuerpo recibió la Orden de Kutúzov de 2.do grado, y por distinción durante la toma de Berlín, recibió el sobrenombre honorífico de «Berlín».
El 2 de junio de 1945, por Decreto del Presídium del Sóviet Supremo de la URSS por el «desempeño ejemplar de las misiones de combate del comando en el frente de lucha contra los invasores fascistas y el coraje y el heroísmo demostrados» recibió el segundo título de Héroe de la Unión Soviética con la concesión de la Orden de Lenin y la medalla Estrella de Oro N.º 4812.

### Posguerra

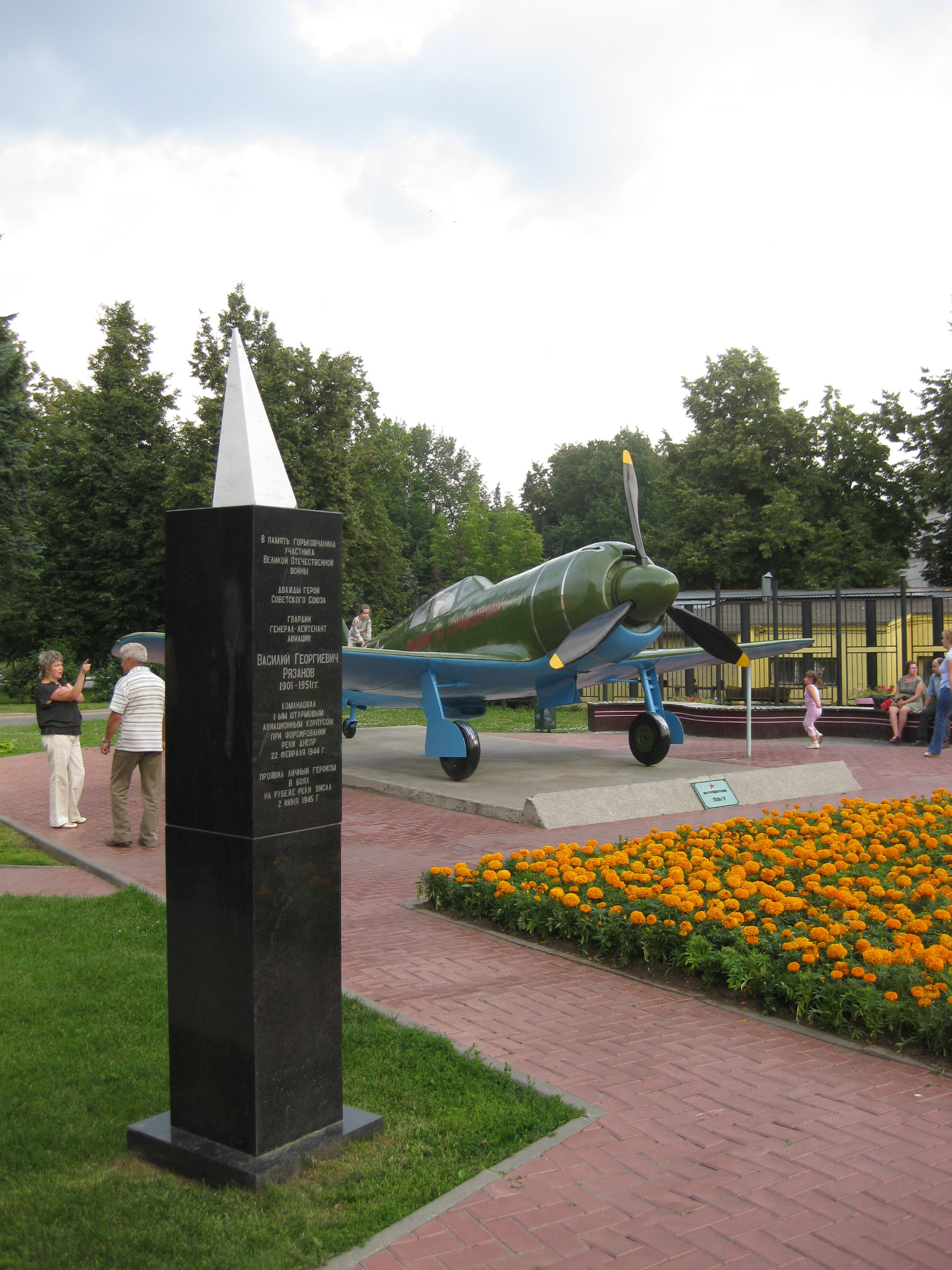
Estela en honor de Arseni Vorozheikin y Vasili Riazánov en el Kremlin de Nizhni Nóvgorod

Después de la capitulación de la Alemania nazi, permaneció al mando del 1.er Cuerpo de Aviación de Asalto de la Guardia hasta febrero de 1947, cuando fue designado para el puesto de comandante del 14.º Ejército Aéreo como parte del distrito militar de los Cárpatos, y en abril de 1949, para el puesto de comandante del 69.º Ejército Aéreo como parte del distrito militar de Kiev. Desde 1947 hasta 1951 fue miembro del Sóviet Supremo de la RSS de Bielorrusia y Candidato a miembro del Comité Central del Partido Comunista de Ucrania (desde 1950).
El teniente general de aviación Vasili Riazánov murió el 8 de julio de 1951 en Kiev y fue enterrado en el cementerio militar de Lukyanovka.

## Rangos militares
- Coronel (1935)

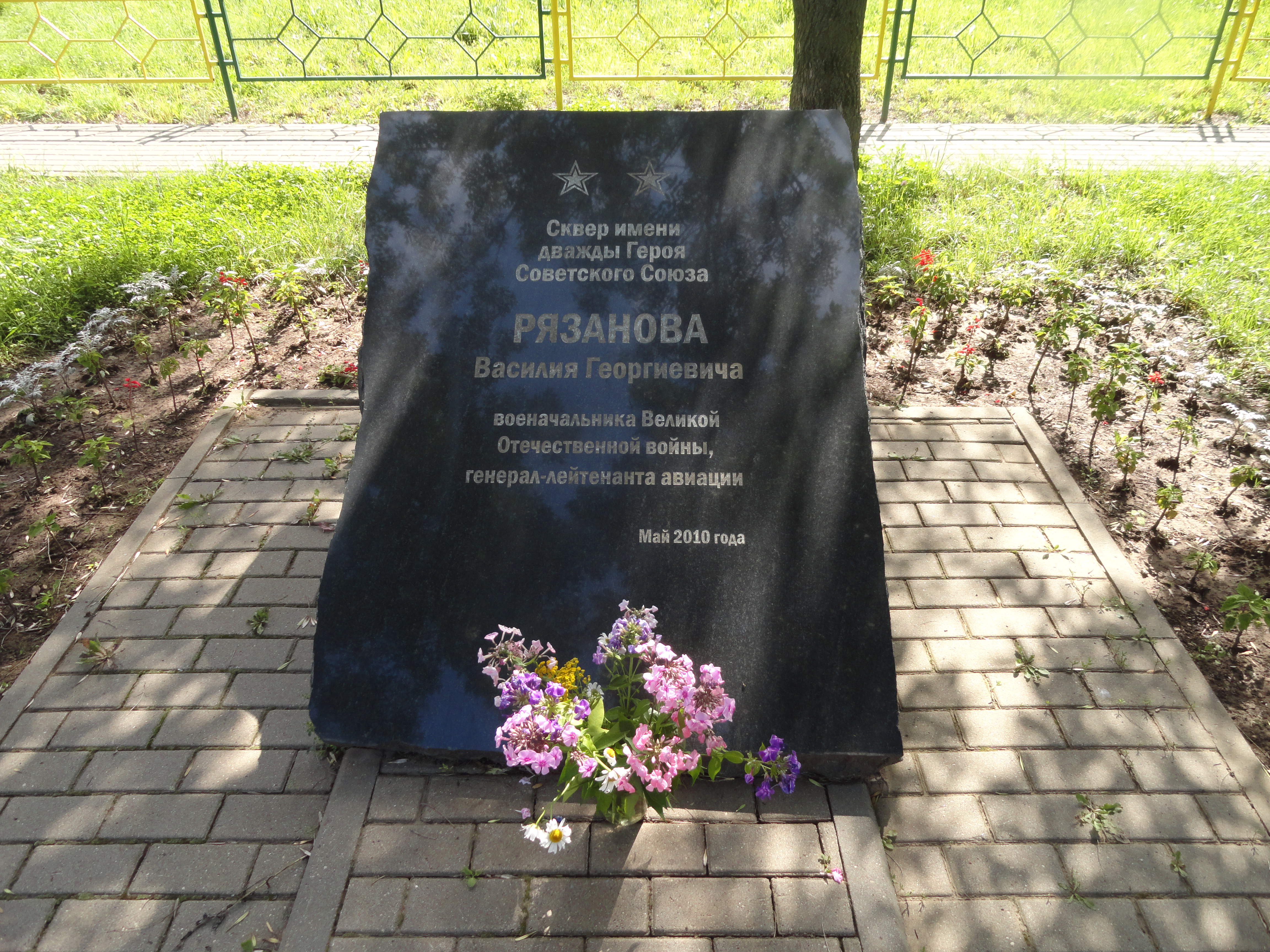
Cartel conmemorativo en el parque de la calle Shimborsky en el distrito de Sórmovski de la ciudad de Nizhni Nóvgoro

- Mayor general de Aviación (27 de marzo de 1942);
- Teniente general de Aviación (17 de marzo de 1943).

## Condecoraciones y reconocimientos

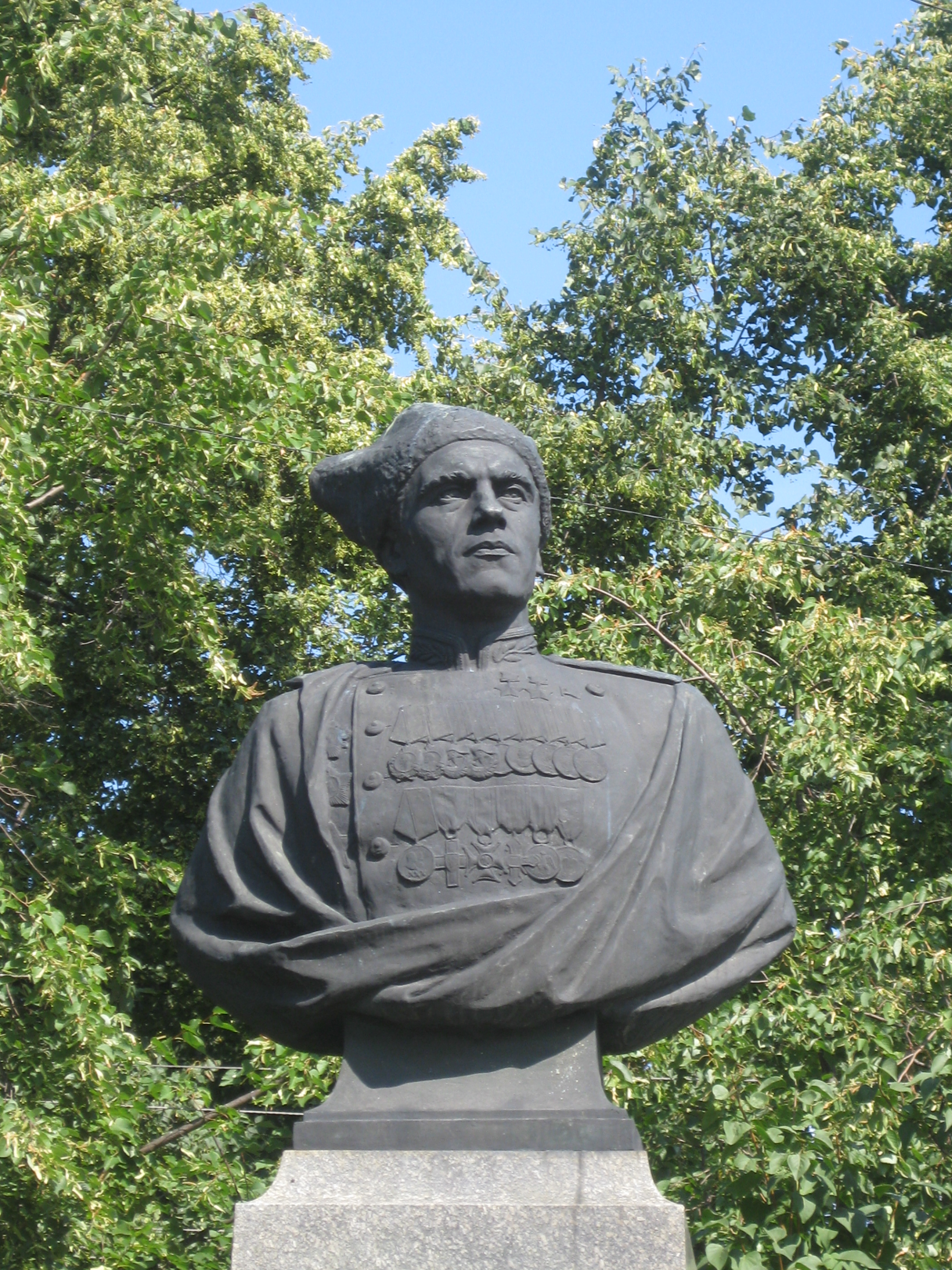
Busto de bronce en su pueblo natal de Bolshoe Kozino

A lo largo de su carrera militar, Vasili Riazánov fue galardonado con las siguientes condecoraciones
Unión Soviética
- Héroe de la Unión Soviética, dos veces (22 de febrero de 1944[10] y 2 de junio de 1945)
- Orden de Lenin, dos veces (22 de febrero de 1944 y 21 de febrero de 1945)
- Orden de la Bandera Roja, tres veces (22 de febrero de 1943, 3 de noviembre de 1944 y 15 de noviembre de 1950)
- Orden de Suvórov de 2.do grado (27 de agosto de 1943)
- Orden de Bohdán Jmelnitski de 1.er grado (18 de agosto de 1944)
- Orden de la Estrella Roja (29 de diciembre de 1935)
- Medalla por la Defensa de Stalingrado
- Medalla por la Defensa de Kiev
- Medalla por la Defensa del Cáucaso
- Medalla por la Victoria sobre Alemania en la Gran Guerra Patria 1941-1945
- Medalla por la Conquista de Berlín
- Medalla por la Liberación de Praga
- Medalla del 30.º Aniversario de las Fuerzas Armadas de la URSS

Otros países
- Orden de la Cruz de Grunwald de 3.er grado (Polonia; 1945)
- Orden Virtuti Militari de 3.er grado  (Polonia; 1945)
- Medalla por Varsovia 1939-1945 (Polonia 1945)
- Medalla de la Victoria y la Libertad 1945 (Polonia; 1945)
- Cruz de la Guerra de Checoslovaquia (1939 - 1945) (Checoslovaquia; 1945)

En su casa natal, en el pueblo de Bolshoe Kozino, se instalaron un busto de bronce de Riazanov y una placa conmemorativa en el edificio en la que vivió durante su niñez, y se nombró una calle en su honor. La escuela del pueblo también lleva el nombre, en la que se creó el museo en su recuerdo.
Se instalaron una estela y una placa conmemorativa en el Kremlin de Nizhni Nóvgorod, además varias calles y edificios llevan su nombre en recuerdo de sus hazañas. Entre ellos una calle en la ciudad rusa de Balajná, una escuela secundaria en la capital de Ucrania, Kiev y la plaza de la calle Shimborsky en el distrito de Sórmovski de la ciudad de Nizhni Nóvgorod, donde además se ha erigido un letrero conmemorativo.